# Baba Tchagouni
Baba Tchagouni (Lomé, 31 dicembre 1990) è un ex calciatore togolese, di ruolo portiere.